# El asesino del parking
El asesino del parking es una película dirigida por Isidro Ortiz.

## Argumento
Una serie de crímenes en unos aparcamientos de Barcelona hacen sospechar de un psicópata. Las víctimas son asesinadas a martillazos. 

## Comentarios
La película está basada en los crímenes cometidos por Juan José Pérez Rangel en el barrio del Putxet. Está financiada por Telecinco.